# Emozione d'autore
Emozione d'autore è un album di Orietta Berti pubblicato nel 2003 dalla Gapp Music.

## Tracce
1. Se stiamo insieme (Mogol, Cocciante)
2. Se il mio canto sei tu (Cantarelli, Bladi)
3. L'ultima occasione (Climax, Del Monaco)
4. Insieme (Battisti, Mogol)
5. Se telefonando (Morricone, De Chiara, Costanzo)
6. Historia de un amor (Biri, Almaran)
7. E poi verrà l'autunno (Amurri, Pisano)
8. Un colpo al cuore (Bigazzi, Capuano)
9. La musica è finita (Califano, Bindi)
10. La voce del silenzio (Limiti, Mogol, Isola)
11. Canzone per te (Bardotti, Endrigo)
12. Tutti i brividi del mondo (Ciani, Belleno, De Scalzi)
13. Non ti scorderò (bonus track) (Beretta, Simoni, Bindi)